# Greater Los Angeles Area

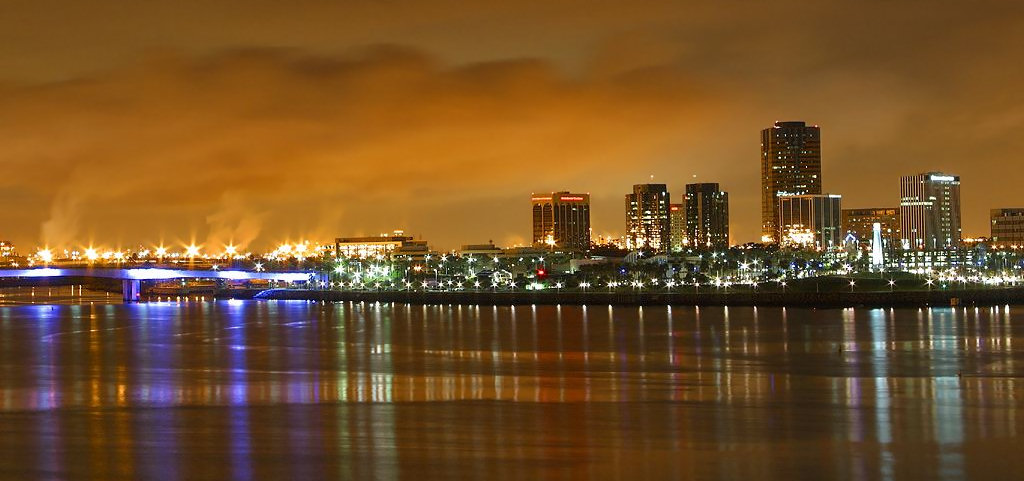
Long Beach

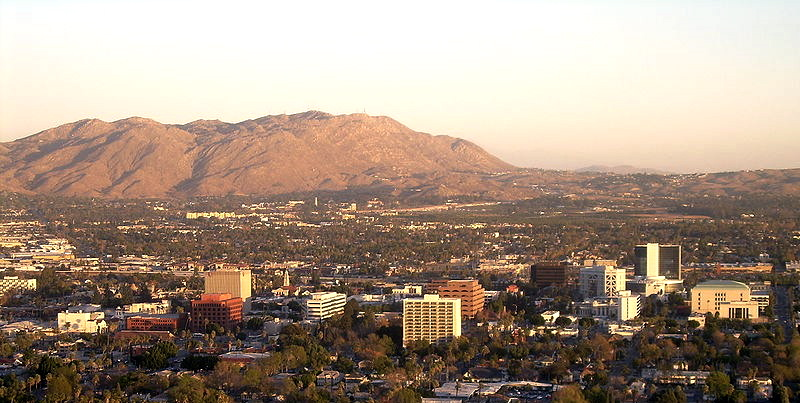
Riverside

Greater Los Angeles Area, o el Southland (Zona del Gran Los Angeles o Terra del Sud), és un terme usat tant per la regió urbanitzada i Àrea Estadística Combinada (Combined Statistical Area), un grup de zones metropolitanes interactuants, que s'estenen sobre cinc comtats administratius en la part sud de Califòrnia, és a dir, els comtats de Los Angeles, Orange, San Bernardino, Riverside, i Ventura. Al llarg del segle XX ha estat una de les regions de més creixement dels Estats Units d'Amèrica; tanmateix, el creixement ha davallat a partir de l'any 2000. En el cens de 2010, la zona metropolitana de Los Angeles tenia uns 17,8 milions de residents. És la zona metropolitana més gran dels Estats Units després de la de Nova York (New York metropolitan area), i també una de les aglomeracions urbanes més gran del món.
Segons el cens dels Estats Units (U.S. Census Bureau), la zona metropolitana de Los Angeles té una superfície total de 12.561 km² mentre que la més àmplia zona estadística combinada cobreix 87.940 km², fent-la la regió metropolitana més extensa dels Estats Units pel que fa a superfície. Tanmateix, més de la meitat d'aquesta superfície es troba en les escassament poblades zones dels comtats de Riverside i San Bernardino. A més de ser el nexe de la més gran indústria d'entreteniment del món, Los Angeles és també un centre mundial dels negocis, del comerç internacional, l'educació, els mitjans de comunicació, la moda, el turisme, la ciència i la tecnologia, l'esport i el transport.

## Ciutats dins el Greater Los Angeles Area
Los Angeles
 -Long Beach
 - Riverside
 - San Bernardino
 - Santa Ana
 - Anaheim
 - Irvine
 - Oxnard
 - Ontario